# كلارنس كوك
كلارنس كوك (بالإنجليزية: Clarence Cook)‏ هو صحفي أمريكي، ولد في 8 سبتمبر 1828، وتوفي في 2 يونيو 1900.